# Allsvenskan 2025
La Allsvenskan 2025 es la 101.ª edición de la máxima competición profesional de fútbol en Suecia. Organizado por la Asociación Sueca de Fútbol (SvFF), el torneo comenzó el 29 de marzo de 2025 y finalizara el 9 de noviembre de 2025.
Está prevista una pausa de verano del 31 de mayo de 2025 al 28 de junio de 2025.
Un total de 16 equipos participan en la competición, incluyendo 13 equipos de la temporada anterior, 2 provenientes de la Superettan 2024 y ganador del playoff.
El Malmö es el campeón defensor.

## Formato
La competición consta de un grupo único integrado por dieciséis clubes de toda la geografía suecia. Siguiendo un sistema de liga, los dieciséis equipos se enfrentan todos contra todos en dos ocasiones, una en campo propio y otra en campo contrario, sumando un total de 30 jornadas. El orden de los encuentros se decide por sorteo antes de empezar la competición y la clasificación final se establece teniendo en cuenta los puntos obtenidos en cada enfrentamiento, a razón de tres por partido ganado, uno por empate y ninguno en caso de derrota.

### Clasificación para competiciones europeas
El mejor equipo se clasificará para la Liga de Campeones de la UEFA 2026-27. El campeón de la Copa de Suecia 2025-26 no clasificado a la Liga de Campeones de la UEFA 2026-27 clasificará a la Liga Europa de la UEFA 2026-27. Los siguientes dos mejores equipos ubicados y no clasificados a la Liga de Campeones de la UEFA 2026-27 y a la Liga Europa de la UEFA 2026-27 clasificarán a la Liga Conferencia de la UEFA 2026-27 y los últimos dos descenderán a la Superettan 2026.
No obstante, esta distribución se puede ver alterada si alguno de los equipos que han obtenido una plaza en alguna competición europea a través de las competiciones nacionales hubiera obtenido una plaza diferente tras la consecución de algún título europeo en la misma temporada, o hubiera obtenido dos plazas distintas en competiciones nacionales (una a través de la Liga y otra a través de la Copa), provocando así las siguientes dos excepciones:
- Excepción de la Copa de Suecia: Si un equipo obtiene una plaza para la Liga Europa de la UEFA por ganar la Copa de Suecia, pero finaliza la temporada en el primer lugar de la Allsvenskan, la plaza obtenida en Copa pasa al segundo clasificado, siendo el equipo clasificado en cuarto lugar quien acceda a la plaza de la Liga Conferencia de la UEFA.

## Relevos
Dieciséis equipos compiten en la liga: los 14 mejores equipos de la Allsvenskan 2024 y los 2 equipos promovidos del Superettan 2024.
Los equipos ascendidos son Degerfors y Östers, que ascendieron tras 1 y 11 temporadas de ausencia, respectivamente. Reemplazarán a Kalmar y Västerås, poniendo fin a sus períodos de 21 y 1 año en la máxima categoría, respectivamente.
| Pos. | Descendidos a Superettan |
| ---- | ------------------------ |
| 15.º | Kalmar                   |
| 16.º | Västerås                 |

| Pos. | Ascendidos de Superettan |
| ---- | ------------------------ |
| 1.º  | Degerfors                |
| 2.º  | Östers                   |

## Información
| Equipo         | Ciudad     | Entrenador                      | Capitán             | Estadio            | Capacidad | Proveedor |
| -------------- | ---------- | ------------------------------- | ------------------- | ------------------ | --------- | --------- |
| AIK            | Estocolmo  | Mikkjal Thomassen               | Anton Salétros      | Strawberry Arena   | 54 329    | Nike      |
| Brommapojkarna | Bromma     | Ulf Kristiansson Fredrik Landén | Even Hovland        | Grimsta IP         | 6 820     | Nike      |
| Degerfors      | Degerfors  | William Lundin                  | Bernardo Morgado    | Stora Valla        | 7 500     | Umbro     |
| Djurgårdens    | Djurgården | Jani Honkavaara                 | Jacob Une Larsson   | Tele2 Arena        | 30 000    | Adidas    |
| Elfsborg       | Borås      | Oscar Hiljemark                 | Johan Larsson       | Borås Arena        | 16 200    | Umbro     |
| GAIS           | Gotemburgo | Fredrik Holmberg                | August Wängberg     | Gamla Ullevi       | 18 454    | Select    |
| Göteborg       | Gotemburgo | Stefan Billborn                 | Gustav Svensson     | Gamla Ullevi       | 18 454    | Craft     |
| Häcken         | Gotemburgo | Jens Gustafsson                 | Simon Gustafson     | Bravida Arena      | 6 500     | Puma      |
| Halmstads      | Halmstad   | Johan Lindholm                  | Joel Allansson      | Örjans Vall        | 10 873    | Macron    |
| Hammarby       | Estocolmo  | Kim Hellberg                    | Nahir Besara        | Tele2 Arena        | 30 000    | Craft     |
| Malmö          | Malmö      | Henrik Rydström                 | Anders Christiansen | Eleda Stadion      | 22 500    | Puma      |
| Mjällby        | Hällevik   | Anders Torstensson              | Jesper Gustavsson   | Strandvallen       | 7 500     | Macron    |
| Norrköping     | Norrköping | Martin Falk                     | Christoffer Nyman   | PlatinumCars Arena | 17 234    | Adidas    |
| Östers         | Växjö      | Martin Foyston                  | Ivan Kričak         | Visma Arena        | 12 000    | Stadium   |
| Sirius         | Upsala     | Andreas Engelmark               | Adam Wikman         | Studenternas IP    | 10 522    | Select    |
| Värnamo        | Värnamo    | Arne Sandstø                    | Freddy Winsth       | Finnvedsvallen     | 5 000     | Puma      |

### Cambios de entrenadores
| Equipo         | Entrenador (Jornadas) | Fecha de vacante        | Tipo de salida     | Posición en la tabla | Entrenador entrante             | Fecha de nombramiento   |
| -------------- | --------------------- | ----------------------- | ------------------ | -------------------- | ------------------------------- | ----------------------- |
| Brommapojkarna | Olof Mellberg         | 26 de noviembre de 2024 | Fin de contrato    | Pretemporada         | Ulf Kristiansson Fredrik Landén | 3 de diciembre de 2024  |
| Brommapojkarna | Andreas Engelmark     | 29 de noviembre de 2024 | Fin de contrato    | Pretemporada         | Ulf Kristiansson Fredrik Landén | 3 de diciembre de 2024  |
| Sirius         | Christer Mattiasson   | 1 de diciembre de 2024  | Despedido          | Pretemporada         | Andreas Engelmark               | 3 de diciembre de 2024  |
| Norrköping     | Andreas Alm           | 9 de diciembre de 2024  | Despedido          | Pretemporada         | Martin Falk                     | 21 de diciembre de 2024 |
| Djurgårdens    | Roberth Björknesjö    | 20 de diciembre de 2024 | Fin de interinidad | Pretemporada         | Jani Honkavaara                 | 20 de diciembre de 2024 |
| Häcken         | Joop Oosterveld       | 27 de diciembre de 2024 | Fin de interinidad | Pretemporada         | Jens Gustafsson                 | 27 de diciembre de 2024 |
| Värnamo        | Ferran Sibila (1–6)   | 28 de abril de 2025     | Despedido          | 16.º                 | Arne Sandstø                    | 12 de mayo de 2025      |
| Degerfors      | William Lundin (1–12) | 19 de junio de 2025     | Despedido          | 11.º                 | [[]]                            |                         |

## Localización
| Región           | N.º | Equipos                                     |
| ---------------- | --- | ------------------------------------------- |
| Estocolmo        | 4   | AIK, Brommapojkarna, Djurgårdens y Hammarby |
| Gotia Occidental | 4   | Elfsborg, GAIS, Göteborg y Häcken           |
| Blekinge         | 1   | Mjällby                                     |
| Escania          | 1   | Malmö                                       |
| Halland          | 1   | Halmstads                                   |
| Jönköping        | 1   | Värnamo                                     |
| Kronoberg        | 1   | Östers                                      |
| Örebro           | 1   | Degerfors                                   |
| Ostrogotia       | 1   | Norrköping                                  |
| Upsala           | 1   | Sirius                                      |

## Clasificación

### Tabla de posiciones
| Pos. | Equipo         | Pts. | PJ | G  | E | P  | GF | GC | Dif. | Clasificación 2026-27                                |
| ---- | -------------- | ---- | -- | -- | - | -- | -- | -- | ---- | ---------------------------------------------------- |
| 1    | Mjällby        | 47   | 20 | 14 | 5 | 1  | 39 | 16 | +23  | Segunda ronda clasificatoria de la Liga de Campeones |
| 2    | Hammarby       | 42   | 20 | 13 | 3 | 4  | 37 | 18 | +19  | Segunda ronda clasificatoria de la Liga Conferencia  |
| 3    | Malmö          | 36   | 20 | 10 | 6 | 4  | 33 | 17 | +16  | Segunda ronda clasificatoria de la Liga Conferencia  |
| 4    | Elfsborg       | 36   | 20 | 11 | 3 | 6  | 36 | 27 | +9   |                                                      |
| 5    | GAIS           | 35   | 20 | 9  | 8 | 3  | 31 | 17 | +14  |                                                      |
| 6    | AIK            | 34   | 20 | 9  | 7 | 4  | 25 | 18 | +7   |                                                      |
| 7    | Göteborg       | 34   | 20 | 11 | 1 | 8  | 30 | 27 | +3   |                                                      |
| 8    | Djurgårdens    | 28   | 20 | 7  | 7 | 6  | 23 | 20 | +3   |                                                      |
| 9    | Brommapojkarna | 23   | 20 | 7  | 2 | 11 | 32 | 34 | −2   |                                                      |
| 10   | Häcken         | 23   | 20 | 6  | 5 | 9  | 26 | 35 | −9   |                                                      |
| 11   | Norrköping     | 22   | 20 | 6  | 4 | 10 | 31 | 38 | −7   |                                                      |
| 12   | Sirius         | 20   | 20 | 5  | 5 | 10 | 28 | 33 | −5   |                                                      |
| 13   | Östers         | 18   | 20 | 4  | 6 | 10 | 16 | 25 | −9   |                                                      |
| 14   | Halmstads      | 18   | 20 | 5  | 3 | 12 | 15 | 40 | −25  | Play-offs de promoción de categoría                  |
| 15   | Degerfors      | 15   | 20 | 4  | 3 | 13 | 20 | 42 | −22  | Descenso a la Superettan                             |
| 16   | Värnamo        | 12   | 20 | 2  | 6 | 12 | 22 | 37 | −15  | Descenso a la Superettan                             |

Actualizado a los partidos jugados el 18 de agosto de 2025.
 Fuente: Allsvenskan
Criterios de clasificación: Puntos · Diferencia de goles · Goles a favor · Puntos en enfrentamientos directos · Diferencia de goles en enfrentamientos directos · Goles a favor como visitante en enfrentamientos directos · Play Off

### Evolución de la clasificación
| Equipo         | 01 | 02 | 03 | 04 | 05 | 06  | 07  | 08 | 09  | 10  | 11   | 12  | 13  | 14  | 15  | 16  | 17  | 18 | 19 | 20 | 21 | 22 | 23 | 24 | 25 | 26 | 27 | 28 | 29 | 30 |
| -------------- | -- | -- | -- | -- | -- | --- | --- | -- | --- | --- | ---- | --- | --- | --- | --- | --- | --- | -- | -- | -- | -- | -- | -- | -- | -- | -- | -- | -- | -- | -- |
| Mjällby        | 8  | 11 | 6  | 3  | 3  | 2   | 1   | 3  | 2   | 1   | 1    | 1   | 1   | 1   | 1   | 1   | 1   | 1  | 1  | 1  | 1  |    |    |    |    |    |    |    |    |    |
| Hammarby       | 2  | 2  | 1  | 2  | 2  | 3   | 3   | 2  | 3   | 4   | 4    | 4   | 2   | 2   | 2   | 2   | 2   | 2  | 2  | 2  | 2  |    |    |    |    |    |    |    |    |    |
| Malmö          | 7  | 4  | 3  | 4  | 7  | 4   | 5   | 5  | 5   | 5   | 5    | 5   | 5   | 5   | 5   | 5   | 4   | 4  | 5  | 3  |    |    |    |    |    |    |    |    |    |    |
| Elfsborg       | 9  | 12 | 7  | 5  | 4  | 5   | 4   | 4  | 4   | 2   | 3*   | 3*  | 4*  | 4*  | 4*  | 4*  | 5*  | 3  | 3  | 4  |    |    |    |    |    |    |    |    |    |    |
| GAIS           | 13 | 13 | 8  | 11 | 10 | 9   | 12  | 14 | 7   | 10  | 10*  | 7*  | 7*  | 6*  | 6*  | 6*  | 6*  | 6  | 6  | 5  |    |    |    |    |    |    |    |    |    |    |
| AIK            | 6  | 3  | 2  | 1  | 1  | 1   | 2   | 1  | 1   | 3   | 2    | 2   | 3   | 3   | 3   | 3   | 3   | 5  | 4  | 6  |    |    |    |    |    |    |    |    |    |    |
| Göteborg       | 15 | 10 | 5  | 10 | 6  | 6   | 9   | 11 | 12  | 9   | 9*   | 6*  | 6*  | 7*  | 7*  | 7*  | 7*  | 7  | 7  | 7  |    |    |    |    |    |    |    |    |    |    |
| Djurgårdens    | 12 | 9  | 12 | 12 | 9  | 11* | 11* | 6* | 8*  | 11* | 11** | 9*  | 9*  | 8*  | 8*  | 10* | 9*  | 8  | 8  | 8  |    |    |    |    |    |    |    |    |    |    |
| Brommapojkarna | 14 | 15 | 10 | 8  | 8  | 10* | 7*  | 8* | 11* | 12* | 12** | 12* | 15* | 12* | 10* | 9*  | 10* | 9  | 9  | 9  |    |    |    |    |    |    |    |    |    |    |
| Häcken         | 3  | 7  | 13 | 9  | 12 | 12  | 8   | 10 | 9   | 6   | 6*   | 8*  | 8*  | 10* | 9*  | 8*  | 8*  | 10 | 10 | 10 |    |    |    |    |    |    |    |    |    |    |
| Norrköping     | 4  | 6  | 11 | 7  | 11 | 7   | 10  | 7  | 10  | 7   | 7*   | 10* | 10* | 9*  | 12* | 12* | 11* | 11 | 11 | 11 |    |    |    |    |    |    |    |    |    |    |
| Sirius         | 5  | 8  | 14 | 13 | 13 | 13  | 14  | 13 | 14  | 14  | 14*  | 14* | 13* | 11* | 13* | 13* | 13* | 13 | 13 | 12 |    |    |    |    |    |    |    |    |    |    |
| Östers         | 10 | 5  | 9  | 14 | 14 | 15  | 15  | 15 | 15  | 15  | 15*  | 15* | 14* | 15* | 15* | 15* | 15* | 14 | 14 | 13 |    |    |    |    |    |    |    |    |    |    |
| Halmstads      | 16 | 16 | 15 | 15 | 15 | 14  | 13  | 12 | 13  | 13  | 13*  | 13* | 12* | 14* | 11* | 11* | 12* | 12 | 12 | 14 |    |    |    |    |    |    |    |    |    |    |
| Degerfors      | 1  | 1  | 4  | 6  | 5  | 8   | 6   | 9  | 6   | 8   | 8*   | 11* | 11* | 13* | 14* | 14* | 14* | 15 | 15 | 15 |    |    |    |    |    |    |    |    |    |    |
| Värnamo        | 11 | 14 | 16 | 16 | 16 | 16  | 16  | 16 | 16  | 16  | 16*  | 16* | 16* | 16* | 16* | 16* | 16* | 16 | 16 | 16 |    |    |    |    |    |    |    |    |    |    |

(*) Indica la posición del equipo con un partido pendiente
(**) Indica la posición del equipo con dos partidos pendientes

## Resultados

### Primera vuelta
| Jornada 1   | Jornada 1 | Jornada 1      | Jornada 1          | Jornada 1   | Jornada 1 | Jornada 1    |
| Local       | Resultado | Visitante      | Estadio            | Fecha       | Hora      | Espectadores |
| ----------- | --------- | -------------- | ------------------ | ----------- | --------- | ------------ |
| Djurgårdens | 0 – 1     | Malmö          | Tele2 Arena        | 29 de marzo | 15:00     | 28 785       |
| Häcken      | 2 – 0     | Brommapojkarna | Bravida Arena      | 29 de marzo | 17:30     | 4 557        |
| Elfsborg    | 2 – 2     | Mjällby        | Borås Arena        | 30 de marzo | 14:00     | 8 025        |
| Hammarby    | 4 – 0     | Göteborg       | Tele2 Arena        | 30 de marzo | 14:00     | 30 217       |
| Halmstads   | 0 – 5     | Degerfors      | Örjans Vall        | 30 de marzo | 16:30     | 5 524        |
| Norrköping  | 4 – 3     | Östers         | PlatinumCars Arena | 30 de marzo | 16:30     | 9 527        |
| Värnamo     | 1 – 2     | Sirius         | Finnvedsvallen     | 31 de marzo | 19:00     | 2 524        |
| GAIS        | 0 – 1     | AIK            | Gamla Ullevi       | 31 de marzo | 19:10     | 15 046       |

| Jornada 2      | Jornada 2 | Jornada 2   | Jornada 2        | Jornada 2  | Jornada 2 | Jornada 2    |
| Local          | Resultado | Visitante   | Estadio          | Fecha      | Hora      | Espectadores |
| -------------- | --------- | ----------- | ---------------- | ---------- | --------- | ------------ |
| Göteborg       | 1 – 0     | Halmstads   | Gamla Ullevi     | 5 de abril | 15:00     | 17 251       |
| Sirius         | 0 – 1     | Djurgårdens | Studenternas IP  | 5 de abril | 15:00     | 9 639        |
| Östers         | 2 – 0     | Häcken      | Visma Arena      | 5 de abril | 17:30     | 7 871        |
| AIK            | 4 – 3     | Norrköping  | Strawberry Arena | 6 de abril | 14:00     | 38 525       |
| Brommapojkarna | 0 – 2     | Hammarby    | Grimsta IP       | 6 de abril | 14:00     | 4 254        |
| Degerfors      | 1 – 0     | Värnamo     | Stora Valla      | 6 de abril | 16:30     | 3 506        |
| Mjällby        | 1 – 1     | GAIS        | Strandvallen     | 6 de abril | 16:30     | 3 532        |
| Malmö          | 2 – 1     | Elfsborg    | Eleda Stadion    | 7 de abril | 19:10     | 20 930       |

| Jornada 3 | Jornada 3 | Jornada 3      | Jornada 3        | Jornada 3   | Jornada 3 | Jornada 3    |
| Local     | Resultado | Visitante      | Estadio          | Fecha       | Hora      | Espectadores |
| --------- | --------- | -------------- | ---------------- | ----------- | --------- | ------------ |
| Häcken    | 0 – 3     | Mjällby        | Bravida Arena    | 12 de abril | 15:00     | 4 058        |
| Elfsborg  | 2 – 0     | Norrköping     | Borås Arena      | 12 de abril | 17:30     | 8 065        |
| Hammarby  | 2 – 0     | Djurgårdens    | Tele2 Arena      | 13 de abril | 14:00     | 28 333       |
| Värnamo   | 0 – 1     | Göteborg       | Finnvedsvallen   | 13 de abril | 14:00     | 4 108        |
| GAIS      | 2 – 0     | Degerfors      | Gamla Ullevi     | 13 de abril | 16:30     | 7 651        |
| Sirius    | 0 – 3     | Brommapojkarna | Studenternas IP  | 13 de abril | 16:30     | 4 935        |
| Halmstads | 1 – 0     | Östers         | Örjans Vall      | 14 de abril | 19:00     | 4 728        |
| AIK       | 0 – 0     | Malmö          | Strawberry Arena | 14 de abril | 19:10     | 28 472       |

| Jornada 4      | Jornada 4 | Jornada 4 | Jornada 4          | Jornada 4   | Jornada 4 | Jornada 4    |
| Local          | Resultado | Visitante | Estadio            | Fecha       | Hora      | Espectadores |
| -------------- | --------- | --------- | ------------------ | ----------- | --------- | ------------ |
| Malmö          | 1 – 1     | Sirius    | Eleda Stadion      | 18 de abril | 15:00     | 19 353       |
| Mjällby        | 3 – 1     | Hammarby  | Strandvallen       | 18 de abril | 15:00     | 5 941        |
| Degerfors      | 0 – 1     | Elfsborg  | Stora Valla        | 19 de abril | 15:00     | 3 127        |
| Norrköping     | 3 – 0     | Halmstads | PlatinumCars Arena | 19 de abril | 15:00     | 5 626        |
| Brommapojkarna | 3 – 2     | Värnamo   | Grimsta IP         | 20 de abril | 14:00     | 530          |
| Östers         | 0 – 1     | AIK       | Visma Arena        | 20 de abril | 14:00     | 11 685       |
| Göteborg       | 2 – 3     | Häcken    | Gamla Ullevi       | 20 de abril | 16:30     | 17 318       |
| Djurgårdens    | 0 – 0     | GAIS      | Tele2 Arena        | 21 de abril | 14:00     | 17 978       |

| Jornada 5   | Jornada 5 | Jornada 5      | Jornada 5          | Jornada 5   | Jornada 5 | Jornada 5    |
| Local       | Resultado | Visitante      | Estadio            | Fecha       | Hora      | Espectadores |
| ----------- | --------- | -------------- | ------------------ | ----------- | --------- | ------------ |
| Elfsborg    | 4 – 3     | Sirius         | Borås Arena        | 23 de abril | 19:00     | 5 723        |
| Häcken      | 3 – 4     | Degerfors      | Bravida Arena      | 23 de abril | 19:00     | 3 176        |
| Halmstads   | 1 – 3     | Mjällby        | Örjans Vall        | 23 de abril | 19:00     | 3 652        |
| Hammarby    | 2 – 0     | Malmö          | Tele2 Arena        | 23 de abril | 19:00     | 27 884       |
| Djurgårdens | 1 – 0     | Östers         | Tele2 Arena        | 24 de abril | 19:00     | 12 301       |
| GAIS        | 1 – 1     | Brommapojkarna | Gamla Ullevi       | 24 de abril | 19:00     | 6 157        |
| Norrköping  | 2 – 3     | Göteborg       | PlatinumCars Arena | 24 de abril | 19:00     | 8 718        |
| Värnamo     | 1 – 2     | AIK            | Finnvedsvallen     | 24 de abril | 19:00     | 3 235        |

| Jornada 6      | Jornada 6 | Jornada 6   | Jornada 6        | Jornada 6   | Jornada 6 | Jornada 6    |
| Local          | Resultado | Visitante   | Estadio          | Fecha       | Hora      | Espectadores |
| -------------- | --------- | ----------- | ---------------- | ----------- | --------- | ------------ |
| Häcken         | 1 – 1     | Hammarby    | Bravida Arena    | 27 de abril | 14:00     | 6 316        |
| Mjällby        | 4 – 1     | Degerfors   | Strandvallen     | 27 de abril | 14:00     | 3 241        |
| AIK            | 2 – 0     | Elfsborg    | Strawberry Arena | 27 de abril | 16:30     | 27 079       |
| Sirius         | 1 – 1     | Halmstads   | Studenternas IP  | 27 de abril | 16:30     | 4 442        |
| Värnamo        | 1 – 3     | Norrköping  | Finnvedsvallen   | 27 de abril | 16:30     | 1 888        |
| Göteborg       | 1 – 1     | GAIS        | Gamla Ullevi     | 28 de abril | 19:10     | 18 021       |
| Malmö          | 2 – 0     | Östers      | Eleda Stadion    | 29 de abril | 19:00     | 19 764       |
| Brommapojkarna | 0 – 1     | Djurgårdens | Grimsta IP       | 29 de mayo  | 18:00     | 4 008        |

| Jornada 7   | Jornada 7 | Jornada 7      | Jornada 7          | Jornada 7 | Jornada 7 | Jornada 7    |
| Local       | Resultado | Visitante      | Estadio            | Fecha     | Hora      | Espectadores |
| ----------- | --------- | -------------- | ------------------ | --------- | --------- | ------------ |
| Degerfors   | 1 – 1     | Sirius         | Stora Valla        | 3 de mayo | 15:00     | 4 112        |
| Halmstads   | 4 – 2     | Värnamo        | Örjans Vall        | 3 de mayo | 17:30     | 4 464        |
| Djurgårdens | 1 – 1     | AIK            | Tele2 Arena        | 4 de mayo | 14:00     | 26 246       |
| Norrköping  | 0 – 2     | Häcken         | PlatinumCars Arena | 4 de mayo | 14:00     | 5 589        |
| Mjällby     | 1 – 0     | Göteborg       | Strandvallen       | 4 de mayo | 16:30     | 5 496        |
| Östers      | 0 – 3     | Hammarby       | Visma Arena        | 4 de mayo | 16:30     | 11 435       |
| Malmö       | 1 – 2     | Brommapojkarna | Eleda Stadion      | 5 de mayo | 19:00     | 18 597       |
| Elfsborg    | 2 – 0     | GAIS           | Borås Arena        | 5 de mayo | 19:10     | 9 942        |

| Jornada 8      | Jornada 8 | Jornada 8   | Jornada 8        | Jornada 8  | Jornada 8 | Jornada 8    |
| Local          | Resultado | Visitante   | Estadio          | Fecha      | Hora      | Espectadores |
| -------------- | --------- | ----------- | ---------------- | ---------- | --------- | ------------ |
| Brommapojkarna | 0 – 1     | Halmstads   | Grimsta IP       | 10 de mayo | 15:00     | 1 031        |
| GAIS           | 1 – 1     | Värnamo     | Gamla Ullevi     | 10 de mayo | 17:30     | 7 392        |
| Sirius         | 2 – 0     | Häcken      | Studenternas IP  | 10 de mayo | 17:30     | 5 179        |
| AIK            | 2 – 1     | Mjällby     | Strawberry Arena | 11 de mayo | 14:00     | 28 448       |
| Hammarby       | 1 – 1     | Norrköping  | Tele2 Arena      | 11 de mayo | 14:00     | 27 431       |
| Degerfors      | 1 – 4     | Malmö       | Stora Valla      | 11 de mayo | 16:30     | 5 608        |
| Östers         | 0 – 1     | Elfsborg    | Visma Arena      | 11 de mayo | 16:30     | 6 155        |
| Göteborg       | 1 – 2     | Djurgårdens | Gamla Ullevi     | 12 de mayo | 19:10     | 16 872       |

| Jornada 9   | Jornada 9 | Jornada 9      | Jornada 9          | Jornada 9  | Jornada 9 | Jornada 9    |
| Local       | Resultado | Visitante      | Estadio            | Fecha      | Hora      | Espectadores |
| ----------- | --------- | -------------- | ------------------ | ---------- | --------- | ------------ |
| Häcken      | 3 – 3     | AIK            | Bravida Arena      | 14 de mayo | 19:00     | 5 884        |
| Halmstads   | 1 – 3     | GAIS           | Örjans Vall        | 14 de mayo | 19:00     | 5 007        |
| Hammarby    | 3 – 2     | Sirius         | Tele2 Arena        | 14 de mayo | 19:00     | 21 496       |
| Djurgårdens | 1 – 3     | Mjällby        | Tele2 Arena        | 15 de mayo | 19:00     | 14 585       |
| Elfsborg    | 4 – 3     | Brommapojkarna | Borås Arena        | 15 de mayo | 19:00     | 6 122        |
| Göteborg    | 0 – 1     | Östers         | Gamla Ullevi       | 15 de mayo | 19:00     | 15 754       |
| Norrköping  | 1 – 2     | Degerfors      | PlatinumCars Arena | 15 de mayo | 19:00     | 5 650        |
| Värnamo     | 2 – 2     | Malmö          | Finnvedsvallen     | 15 de mayo | 19:00     | 3 481        |

| Jornada 10 | Jornada 10 | Jornada 10     | Jornada 10       | Jornada 10 | Jornada 10 | Jornada 10   |
| Local      | Resultado  | Visitante      | Estadio          | Fecha      | Hora       | Espectadores |
| ---------- | ---------- | -------------- | ---------------- | ---------- | ---------- | ------------ |
| AIK        | 0 – 0      | Hammarby       | Strawberry Arena | 18 de mayo | 14:00      | 47 727       |
| Häcken     | 2 – 0      | Värnamo        | Bravida Arena    | 18 de mayo | 14:00      | 3 039        |
| Malmö      | 3 – 0      | Halmstads      | Eleda Stadion    | 18 de mayo | 16:30      | 17 418       |
| Östers     | 1 – 1      | GAIS           | Visma Arena      | 18 de mayo | 16:30      | 5 515        |
| Degerfors  | 1 – 3      | Göteborg       | Stora Valla      | 19 de mayo | 19:00      | 5 722        |
| Mjällby    | 1 – 0      | Brommapojkarna | Strandvallen     | 19 de mayo | 19:00      | 3 583        |
| Sirius     | 1 – 2      | Norrköping     | Studenternas IP  | 19 de mayo | 19:00      | 6 041        |
| Elfsborg   | 4 – 0      | Djurgårdens    | Borås Arena      | 19 de mayo | 19:10      | 10 134       |

| Jornada 11     | Jornada 11 | Jornada 11 | Jornada 11         | Jornada 11 | Jornada 11 | Jornada 11   |
| Local          | Resultado  | Visitante  | Estadio            | Fecha      | Hora       | Espectadores |
| -------------- | ---------- | ---------- | ------------------ | ---------- | ---------- | ------------ |
| Värnamo        | 1 – 1      | Östers     | Finnvedsvallen     | 24 de mayo | 15:00      | 3 167        |
| GAIS           | 2 – 1      | Sirius     | Gamla Ullevi       | 24 de mayo | 17:30      | 6 396        |
| Göteborg       | 1 – 0      | Malmö      | Gamla Ullevi       | 25 de mayo | 14:00      | 16 284       |
| Halmstads      | 1 – 4      | Elfsborg   | Örjans Vall        | 25 de mayo | 14:00      | 4 192        |
| Brommapojkarna | 0 – 1      | AIK        | Grimsta IP         | 25 de mayo | 16:30      | 4 118        |
| Djurgårdens    | 1 – 1      | Häcken     | Tele2 Arena        | 25 de mayo | 16:30      | 16 483       |
| Norrköping     | 1 – 1      | Mjällby    | PlatinumCars Arena | 26 de mayo | 19:00      | 5 463        |
| Hammarby       | 1 – 0      | Degerfors  | Tele2 Arena        | 26 de mayo | 19:10      | 20 893       |

| Jornada 12     | Jornada 12 | Jornada 12  | Jornada 12         | Jornada 12 | Jornada 12 | Jornada 12   |
| Local          | Resultado  | Visitante   | Estadio            | Fecha      | Hora       | Espectadores |
| -------------- | ---------- | ----------- | ------------------ | ---------- | ---------- | ------------ |
| Degerfors      | 1 – 2      | Östers      | Stora Valla        | 31 de mayo | 15:00      | 4 990        |
| Elfsborg       | 0 – 2      | Hammarby    | Borås Arena        | 31 de mayo | 15:00      | 14 239       |
| Norrköping     | 0 – 3      | GAIS        | PlatinumCars Arena | 31 de mayo | 15:00      | 7 947        |
| Brommapojkarna | 1 – 3      | Göteborg    | Grimsta IP         | 1 de junio | 14:00      | 2 682        |
| Halmstads      | 1 – 0      | Djurgårdens | Örjans Vall        | 1 de junio | 14:00      | 6 086        |
| Malmö          | 3 – 0      | Häcken      | Eleda Stadion      | 1 de junio | 14:00      | 17 341       |
| Mjällby        | 2 – 0      | Värnamo     | Strandvallen       | 1 de junio | 16:30      | 4 302        |
| Sirius         | 3 – 1      | AIK         | Studenternas IP    | 1 de junio | 16:30      | 10 135       |

| Jornada 13  | Jornada 13 | Jornada 13     | Jornada 13       | Jornada 13  | Jornada 13 | Jornada 13   |
| Local       | Resultado  | Visitante      | Estadio          | Fecha       | Hora       | Espectadores |
| ----------- | ---------- | -------------- | ---------------- | ----------- | ---------- | ------------ |
| Hammarby    | 2 – 0      | Halmstads      | Tele2 Arena      | 28 de junio | 15:00      | 24 323       |
| Östers      | 2 – 2      | Sirius         | Visma Arena      | 28 de junio | 17:30      | 4 872        |
| AIK         | 3 – 0      | Göteborg       | Strawberry Arena | 29 de junio | 14:00      | 38 172       |
| Degerfors   | 0 – 3      | Brommapojkarna | Stora Valla      | 29 de junio | 14:00      | 3 194        |
| Häcken      | 1 – 3      | GAIS           | Bravida Arena    | 29 de junio | 16:30      | 6 316        |
| Värnamo     | 0 – 0      | Elfsborg       | Finnvedsvallen   | 29 de junio | 16:30      | 3 049        |
| Djurgårdens | 1 – 1      | Norrköping     | Tele2 Arena      | 30 de junio | 19:00      | 20 727       |
| Mjällby     | 1 – 1      | Malmö          | Strandvallen     | 30 de junio | 19:00      | 5 969        |

| Jornada 14  | Jornada 14 | Jornada 14     | Jornada 14         | Jornada 14 | Jornada 14 | Jornada 14   |
| Local       | Resultado  | Visitante      | Estadio            | Fecha      | Hora       | Espectadores |
| ----------- | ---------- | -------------- | ------------------ | ---------- | ---------- | ------------ |
| GAIS        | 0 – 0      | Malmö          | Gamla Ullevi       | 5 de julio | 15:00      | 11 313       |
| Östers      | 0 – 1      | Mjällby        | Visma Arena        | 5 de julio | 15:00      | 6 910        |
| Hammarby    | 1 – 0      | Värnamo        | Tele2 Arena        | 5 de julio | 17:30      | 22 055       |
| Göteborg    | 3 – 1      | Sirius         | Gamla Ullevi       | 6 de julio | 14:00      | 16 212       |
| Halmstads   | 2 – 0      | AIK            | Örjans Vall        | 6 de julio | 14:00      | 9 776        |
| Djurgårdens | 5 – 1      | Degerfors      | Tele2 Arena        | 6 de julio | 16:30      | 17 245       |
| Elfsborg    | 0 – 2      | Häcken         | Borås Arena        | 6 de julio | 16:30      | 9 122        |
| Norrköping  | 0 – 1      | Brommapojkarna | PlatinumCars Arena | 7 de julio | 19:00      | 6 742        |

| Jornada 15     | Jornada 15 | Jornada 15  | Jornada 15       | Jornada 15  | Jornada 15 | Jornada 15   |
| Local          | Resultado  | Visitante   | Estadio          | Fecha       | Hora       | Espectadores |
| -------------- | ---------- | ----------- | ---------------- | ----------- | ---------- | ------------ |
| Göteborg       | 1 – 2      | Elfsborg    | Gamla Ullevi     | 12 de julio | 15:00      | 16 617       |
| Malmö          | 3 – 1      | Norrköping  | Eleda Stadion    | 12 de julio | 17:30      | 18 527       |
| Brommapojkarna | 2 – 0      | Östers      | Grimsta IP       | 13 de julio | 14:00      | 948          |
| GAIS           | 3 – 2      | Hammarby    | Gamla Ullevi     | 13 de julio | 14:00      | 16 789       |
| AIK            | 3 – 0      | Degerfors   | Strawberry Arena | 13 de julio | 16:30      | 27 229       |
| Värnamo        | 1 – 0      | Djurgårdens | Finnvedsvallen   | 13 de julio | 16:30      | 4 465        |
| Häcken         | 4 – 1      | Halmstads   | Bravida Arena    | 13 de julio | 18:30      | 5 758        |
| Sirius         | 1 – 2      | Mjällby     | Studenternas IP  | 14 de julio | 19:00      | 6 244        |

### Segunda vuelta
| Jornada 16  | Jornada 16 | Jornada 16     | Jornada 16         | Jornada 16  | Jornada 16 | Jornada 16   |
| Local       | Resultado  | Visitante      | Estadio            | Fecha       | Hora       | Espectadores |
| ----------- | ---------- | -------------- | ------------------ | ----------- | ---------- | ------------ |
| Djurgårdens | 1 – 0      | Elfsborg       | Tele2 Arena        | 19 de julio | 15:00      | 15 083       |
| Östers      | 0 – 2      | Malmö          | Visma Arena        | 19 de julio | 15:00      | 10 405       |
| Degerfors   | 0 – 3      | GAIS           | Stora Valla        | 19 de julio | 17:30      | 4 201        |
| Mjällby     | 2 – 0      | AIK            | Strandvallen       | 20 de julio | 14:00      | 5 982        |
| Sirius      | 0 – 1      | Göteborg       | Studenternas IP    | 20 de julio | 14:00      | 6 730        |
| Halmstads   | 0 – 0      | Häcken         | Örjans Vall        | 20 de julio | 16:30      | 5 481        |
| Hammarby    | 3 – 2      | Brommapojkarna | Tele2 Arena        | 20 de julio | 16:30      | 21 724       |
| Norrköping  | 3 – 1      | Värnamo        | PlatinumCars Arena | 21 de julio | 19:00      | 8 027        |

| Jornada 17     | Jornada 17 | Jornada 17  | Jornada 17       | Jornada 17  | Jornada 17 | Jornada 17   |
| Local          | Resultado  | Visitante   | Estadio          | Fecha       | Hora       | Espectadores |
| -------------- | ---------- | ----------- | ---------------- | ----------- | ---------- | ------------ |
| Brommapojkarna | 2 – 3      | Malmö       | Grimsta IP       | 26 de julio | 15:00      | 2 963        |
| GAIS           | 3 – 0      | Halmstads   | Gamla Ullevi     | 26 de julio | 15:00      | 8 029        |
| Degerfors      | 0 – 0      | Norrköping  | Stora Valla      | 26 de julio | 17:30      | 4 486        |
| AIK            | 0 – 0      | Östers      | Strawberry Arena | 27 de julio | 14:00      | 23 458       |
| Häcken         | 1 – 6      | Djurgårdens | Bravida Arena    | 27 de julio | 14:00      | 6 015        |
| Mjällby        | 2 – 1      | Sirius      | Strandvallen     | 27 de julio | 16:30      | 5 386        |
| Värnamo        | 2 – 3      | Hammarby    | Finnvedsvallen   | 27 de julio | 16:30      | 4 387        |
| Elfsborg       | 4 – 3      | Göteborg    | Borås Arena      | 28 de julio | 19:00      | 14 304       |

| Jornada 18     | Jornada 18 | Jornada 18 | Jornada 18      | Jornada 18  | Jornada 18 | Jornada 18   |
| Local          | Resultado  | Visitante  | Estadio         | Fecha       | Hora       | Espectadores |
| -------------- | ---------- | ---------- | --------------- | ----------- | ---------- | ------------ |
| Hammarby       | 1 – 2      | Mjällby    | Tele2 Arena     | 22 de mayo  | 19:00      | 21 798       |
| Malmö          | 0 – 0      | AIK        | Eleda Stadion   | 22 de mayo  | 19:00      | 21 269       |
| Brommapojkarna | 6 – 4      | Norrköping | Grimsta IP      | 2 de agosto | 15:00      | 1 390        |
| Värnamo        | 2 – 2      | GAIS       | Finnvedsvallen  | 2 de agosto | 17:30      | 3 072        |
| Djurgårdens    | 1 – 1      | Halmstads  | Tele2 Arena     | 3 de agosto | 14:00      | 19 053       |
| Häcken         | 1 – 2      | Elfsborg   | Bravida Arena   | 3 de agosto | 14:00      | 5 845        |
| Sirius         | 1 – 1      | Östers     | Studenternas IP | 3 de agosto | 16:30      | 5 706        |
| Göteborg       | 3 – 0      | Degerfors  | Gamla Ullevi    | 4 de agosto | 19:00      | 16 605       |

| Jornada 19 | Jornada 19 | Jornada 19     | Jornada 19         | Jornada 19   | Jornada 19 | Jornada 19   |
| Local      | Resultado  | Visitante      | Estadio            | Fecha        | Hora       | Espectadores |
| ---------- | ---------- | -------------- | ------------------ | ------------ | ---------- | ------------ |
| Malmö      | 1 – 3      | Mjällby        | Eleda Stadion      | 9 de agosto  | 15:00      | 20 212       |
| Halmstads  | 0 – 1      | Sirius         | Örjans Vall        | 9 de agosto  | 17:30      | 4 476        |
| AIK        | 0 – 0      | Djurgårdens    | Strawberry Arena   | 10 de agosto | 14:00      | 45 922       |
| Degerfors  | 0 – 0      | Häcken         | Stora Valla        | 10 de agosto | 14:00      | 3 218        |
| Norrköping | 0 – 2      | Hammarby       | PlatinumCars Arena | 10 de agosto | 16:30      | 14 465       |
| Östers     | 1 – 1      | Brommapojkarna | Visma Arena        | 10 de agosto | 16:30      | 5 096        |
| Elfsborg   | 2 – 2      | Värnamo        | Borås Arena        | 11 de agosto | 19:00      | 7 466        |
| GAIS       | 0 – 1      | Göteborg       | Gamla Ullevi       | 11 de agosto | 19:00      | 18 078       |

| Jornada 20     | Jornada 20 | Jornada 20  | Jornada 20         | Jornada 20   | Jornada 20 | Jornada 20   |
| Local          | Resultado  | Visitante   | Estadio            | Fecha        | Hora       | Espectadores |
| -------------- | ---------- | ----------- | ------------------ | ------------ | ---------- | ------------ |
| Halmstads      | 0 – 4      | Malmö       | Örjans Vall        | 16 de agosto | 15:00      | T.B.D        |
| Norrköping     | 2 – 1      | Elfsborg    | PlatinumCars Arena | 16 de agosto | 17:30      | T.B.D        |
| Brommapojkarna | 2 – 4      | Sirius      | Grimsta IP         | 17 de agosto | 14:00      | T.B.D        |
| Göteborg       | 2 – 1      | AIK         | Gamla Ullevi       | 17 de agosto | 14:00      | T.B.D        |
| Häcken         | 0 – 2      | Östers      | Bravida Arena      | 17 de agosto | 16:30      | T.B.D        |
| Hammarby       | 1 – 2      | GAIS        | Tele2 Arena        | 17 de agosto | 16:30      | T.B.D        |
| Mjällby        | 1 – 1      | Djurgårdens | Strandvallen       | 17 de agosto | 16:30      | T.B.D        |
| Värnamo        | 3 – 2      | Degerfors   | Finnvedsvallen     | 18 de agosto | 19:00      | T.B.D        |

| Jornada 21  | Jornada 21 | Jornada 21     | Jornada 21      | Jornada 21   | Jornada 21 | Jornada 21   |
| Local       | Resultado  | Visitante      | Estadio         | Fecha        | Hora       | Espectadores |
| ----------- | ---------- | -------------- | --------------- | ------------ | ---------- | ------------ |
| Malmö       | v.s.       | Göteborg       | Eleda Stadion   | 23 de agosto | 15:00      | T.B.D        |
| Djurgårdens | v.s.       | Brommapojkarna | Tele2 Arena     | 24 de agosto | 14:00      | T.B.D        |
| Sirius      | v.s.       | Hammarby       | Studenternas IP | 24 de agosto | 14:00      | T.B.D        |
| Degerfors   | v.s.       | AIK            | Stora Valla     | 24 de agosto | 16:30      | T.B.D        |
| Elfsborg    | v.s.       | Halmstads      | Borås Arena     | 24 de agosto | 16:30      | T.B.D        |
| Värnamo     | v.s.       | Häcken         | Finnvedsvallen  | 24 de agosto | 16:30      | T.B.D        |
| GAIS        | v.s.       | Mjällby        | Gamla Ullevi    | 25 de agosto | 19:00      | T.B.D        |
| Östers      | v.s.       | Norrköping     | Visma Arena     | 25 de agosto | 19:00      | T.B.D        |

| Jornada 22     | Jornada 22 | Jornada 22  | Jornada 22         | Jornada 22   | Jornada 22 | Jornada 22   |
| Local          | Resultado  | Visitante   | Estadio            | Fecha        | Hora       | Espectadores |
| -------------- | ---------- | ----------- | ------------------ | ------------ | ---------- | ------------ |
| Brommapojkarna | v.s.       | Elfsborg    | Grimsta IP         | 30 de agosto | 15:00      | T.B.D        |
| Göteborg       | v.s.       | Värnamo     | Gamla Ullevi       | 30 de agosto | 15:00      | T.B.D        |
| Mjällby        | v.s.       | Halmstads   | Strandvallen       | 30 de agosto | 17:30      | T.B.D        |
| AIK            | v.s.       | Sirius      | Strawberry Arena   | 31 de agosto | 14:00      | T.B.D        |
| Malmö          | v.s.       | Degerfors   | Eleda Stadion      | 31 de agosto | 14:00      | T.B.D        |
| Norrköping     | v.s.       | Djurgårdens | PlatinumCars Arena | 31 de agosto | 14:00      | T.B.D        |
| GAIS           | v.s.       | Häcken      | Gamla Ullevi       | 31 de agosto | 17:30      | T.B.D        |
| Hammarby       | v.s.       | Östers      | Tele2 Arena        | 31 de agosto | 17:30      | T.B.D        |

| Jornada 23  | Jornada 23 | Jornada 23     | Jornada 23       | Jornada 23       | Jornada 23 | Jornada 23   |
| Local       | Resultado  | Visitante      | Estadio          | Fecha            | Hora       | Espectadores |
| ----------- | ---------- | -------------- | ---------------- | ---------------- | ---------- | ------------ |
| Degerfors   | v.s.       | Mjällby        | Stora Valla      | 13 de septiembre | 15:00      | T.B.D        |
| Halmstads   | v.s.       | Norrköping     | Örjans Vall      | 13 de septiembre | 17:30      | T.B.D        |
| Djurgårdens | v.s.       | Hammarby       | Tele2 Arena      | 14 de septiembre | 14:00      | T.B.D        |
| Östers      | v.s.       | Värnamo        | Visma Arena      | 14 de septiembre | 14:00      | T.B.D        |
| Elfsborg    | v.s.       | Malmö          | Borås Arena      | 14 de septiembre | 16:30      | T.B.D        |
| Sirius      | v.s.       | GAIS           | Studenternas IP  | 14 de septiembre | 16:30      | T.B.D        |
| AIK         | v.s.       | Brommapojkarna | Strawberry Arena | 15 de septiembre | 19:00      | T.B.D        |
| Häcken      | v.s.       | Göteborg       | Bravida Arena    | 15 de septiembre | 19:10      | T.B.D        |

| Jornada 24 | Jornada 24 | Jornada 24     | Jornada 24         | Jornada 24       | Jornada 24 | Jornada 24   |
| Local      | Resultado  | Visitante      | Estadio            | Fecha            | Hora       | Espectadores |
| ---------- | ---------- | -------------- | ------------------ | ---------------- | ---------- | ------------ |
| GAIS       | v.s.       | Elfsborg       | Gamla Ullevi       | 20 de septiembre | 15:00      | T.B.D        |
| Malmö      | v.s.       | Djurgårdens    | Eleda Stadion      | 20 de septiembre | 15:00      | T.B.D        |
| Mjällby    | v.s.       | Östers         | Strandvallen       | 20 de septiembre | 17:30      | T.B.D        |
| Göteborg   | v.s.       | Brommapojkarna | Gamla Ullevi       | 21 de septiembre | 14:00      | T.B.D        |
| Hammarby   | v.s.       | Häcken         | Tele2 Arena        | 21 de septiembre | 14:00      | T.B.D        |
| Sirius     | v.s.       | Degerfors      | Studenternas IP    | 21 de septiembre | 16:30      | T.B.D        |
| Värnamo    | v.s.       | Halmstads      | Finnvedsvallen     | 22 de septiembre | 19:00      | T.B.D        |
| Norrköping | v.s.       | AIK            | PlatinumCars Arena | 22 de septiembre | 19:10      | T.B.D        |

| Jornada 25     | Jornada 25 | Jornada 25 | Jornada 25       | Jornada 25       | Jornada 25 | Jornada 25   |
| Local          | Resultado  | Visitante  | Estadio          | Fecha            | Hora       | Espectadores |
| -------------- | ---------- | ---------- | ---------------- | ---------------- | ---------- | ------------ |
| Elfsborg       | v.s.       | Degerfors  | Borås Arena      | 27 de septiembre | 15:00      | T.B.D        |
| Häcken         | v.s.       | Norrköping | Bravida Arena    | 27 de septiembre | 17:30      | T.B.D        |
| Brommapojkarna | v.s.       | Mjällby    | Grimsta IP       | 28 de septiembre | 14:00      | T.B.D        |
| Halmstads      | v.s.       | Hammarby   | Örjans Vall      | 28 de septiembre | 14:00      | T.B.D        |
| AIK            | v.s.       | GAIS       | Strawberry Arena | 28 de septiembre | 16:30      | T.B.D        |
| Malmö          | v.s.       | Värnamo    | Eleda Stadion    | 28 de septiembre | 16:30      | T.B.D        |
| Djurgårdens    | v.s.       | Sirius     | Tele2 Arena      | 29 de septiembre | 19:00      | T.B.D        |
| Östers         | v.s.       | Göteborg   | Visma Arena      | 29 de septiembre | 19:10      | T.B.D        |

| Jornada 26     | Jornada 26 | Jornada 26  | Jornada 26       | Jornada 26   | Jornada 26 | Jornada 26   |
| Local          | Resultado  | Visitante   | Estadio          | Fecha        | Hora       | Espectadores |
| -------------- | ---------- | ----------- | ---------------- | ------------ | ---------- | ------------ |
| Degerfors      | v.s.       | Djurgårdens | Stora Valla      | 4 de octubre | 15:00      | T.B.D        |
| Östers         | v.s.       | Halmstads   | Visma Arena      | 4 de octubre | 15:00      | T.B.D        |
| GAIS           | v.s.       | Norrköping  | Gamla Ullevi     | 4 de octubre | 17:30      | T.B.D        |
| Mjällby        | v.s.       | Elfsborg    | Strandvallen     | 4 de octubre | 17:30      | T.B.D        |
| AIK            | v.s.       | Värnamo     | Strawberry Arena | 5 de octubre | 14:00      | T.B.D        |
| Göteborg       | v.s.       | Hammarby    | Gamla Ullevi     | 5 de octubre | 14:00      | T.B.D        |
| Brommapojkarna | v.s.       | Häcken      | Grimsta IP       | 5 de octubre | 16:30      | T.B.D        |
| Sirius         | v.s.       | Malmö       | Studenternas IP  | 5 de octubre | 16:30      | T.B.D        |

| Jornada 27 | Jornada 27 | Jornada 27     | Jornada 27         | Jornada 27    | Jornada 27  | Jornada 27   |
| Local      | Resultado  | Visitante      | Estadio            | Fecha         | Hora        | Espectadores |
| ---------- | ---------- | -------------- | ------------------ | ------------- | ----------- | ------------ |
| Degerfors  | v.s.       | Halmstads      | Stora Valla        | 19 de octubre | Por definir | T.B.D        |
| Elfsborg   | v.s.       | Östers         | Borås Arena        | 19 de octubre | Por definir | T.B.D        |
| GAIS       | v.s.       | Djurgårdens    | Gamla Ullevi       | 19 de octubre | Por definir | T.B.D        |
| Göteborg   | v.s.       | Mjällby        | Gamla Ullevi       | 19 de octubre | Por definir | T.B.D        |
| Häcken     | v.s.       | Sirius         | Bravida Arena      | 19 de octubre | Por definir | T.B.D        |
| Hammarby   | v.s.       | AIK            | Tele2 Arena        | 19 de octubre | Por definir | T.B.D        |
| Norrköping | v.s.       | Malmö          | PlatinumCars Arena | 19 de octubre | Por definir | T.B.D        |
| Värnamo    | v.s.       | Brommapojkarna | Finnvedsvallen     | 19 de octubre | Por definir | T.B.D        |

| Jornada 28     | Jornada 28 | Jornada 28 | Jornada 28       | Jornada 28    | Jornada 28  | Jornada 28   |
| Local          | Resultado  | Visitante  | Estadio          | Fecha         | Hora        | Espectadores |
| -------------- | ---------- | ---------- | ---------------- | ------------- | ----------- | ------------ |
| AIK            | v.s.       | Häcken     | Strawberry Arena | 26 de octubre | Por definir | T.B.D        |
| Brommapojkarna | v.s.       | GAIS       | Grimsta IP       | 26 de octubre | Por definir | T.B.D        |
| Djurgårdens    | v.s.       | Värnamo    | Tele2 Arena      | 26 de octubre | Por definir | T.B.D        |
| Halmstads      | v.s.       | Göteborg   | Örjans Vall      | 26 de octubre | Por definir | T.B.D        |
| Malmö          | v.s.       | Hammarby   | Eleda Stadion    | 26 de octubre | Por definir | T.B.D        |
| Mjällby        | v.s.       | Norrköping | Strandvallen     | 26 de octubre | Por definir | T.B.D        |
| Östers         | v.s.       | Degerfors  | Visma Arena      | 26 de octubre | Por definir | T.B.D        |
| Sirius         | v.s.       | Elfsborg   | Studenternas IP  | 26 de octubre | Por definir | T.B.D        |

| Jornada 29  | Jornada 29 | Jornada 29     | Jornada 29         | Jornada 29     | Jornada 29  | Jornada 29   |
| Local       | Resultado  | Visitante      | Estadio            | Fecha          | Hora        | Espectadores |
| ----------- | ---------- | -------------- | ------------------ | -------------- | ----------- | ------------ |
| Degerfors   | v.s.       | Hammarby       | Stora Valla        | 2 de noviembre | Por definir | T.B.D        |
| Djurgårdens | v.s.       | Göteborg       | Tele2 Arena        | 2 de noviembre | Por definir | T.B.D        |
| Elfsborg    | v.s.       | AIK            | Borås Arena        | 2 de noviembre | Por definir | T.B.D        |
| GAIS        | v.s.       | Östers         | Gamla Ullevi       | 2 de noviembre | Por definir | T.B.D        |
| Häcken      | v.s.       | Malmö          | Bravida Arena      | 2 de noviembre | Por definir | T.B.D        |
| Halmstads   | v.s.       | Brommapojkarna | Örjans Vall        | 2 de noviembre | Por definir | T.B.D        |
| Norrköping  | v.s.       | Sirius         | PlatinumCars Arena | 2 de noviembre | Por definir | T.B.D        |
| Värnamo     | v.s.       | Mjällby        | Finnvedsvallen     | 2 de noviembre | Por definir | T.B.D        |

| Jornada 30     | Jornada 30 | Jornada 30  | Jornada 30       | Jornada 30     | Jornada 30  | Jornada 30   |
| Local          | Resultado  | Visitante   | Estadio          | Fecha          | Hora        | Espectadores |
| -------------- | ---------- | ----------- | ---------------- | -------------- | ----------- | ------------ |
| AIK            | v.s.       | Halmstads   | Strawberry Arena | 9 de noviembre | Por definir | T.B.D        |
| Brommapojkarna | v.s.       | Degerfors   | Grimsta IP       | 9 de noviembre | Por definir | T.B.D        |
| Göteborg       | v.s.       | Norrköping  | Gamla Ullevi     | 9 de noviembre | Por definir | T.B.D        |
| Hammarby       | v.s.       | Elfsborg    | Tele2 Arena      | 9 de noviembre | Por definir | T.B.D        |
| Malmö          | v.s.       | GAIS        | Eleda Stadion    | 9 de noviembre | Por definir | T.B.D        |
| Mjällby        | v.s.       | Häcken      | Strandvallen     | 9 de noviembre | Por definir | T.B.D        |
| Östers         | v.s.       | Djurgårdens | Visma Arena      | 9 de noviembre | Por definir | T.B.D        |
| Sirius         | v.s.       | Värnamo     | Studenternas IP  | 9 de noviembre | Por definir | T.B.D        |

## Estadísticas

### Récords
- Primer gol de la temporada: Anotado por Jens Stryger Larsen, en el Djurgårdens 0 – 1 Malmö (29 de marzo de 2025)
- Partido con más espectadores: 47 727, en el AIK 0 – 0 Hammarby (18 de mayo de 2025)
- Partido con menos espectadores: 530, en el Brommapojkarna 3 – 2 Värnamo (20 de abril de 2025)

## Fichajes

### Fichajes más caros del mercado de invierno
| Jugador              | Club de destino | Club de origen | Precio (€) |
| -------------------- | --------------- | -------------- | ---------- |
| Zakaria Sawo         | Djurgårdens     | Aris Limassol  | 1.400.000  |
| Paulos Abraham       | Hammarby        | Groningen      | 1.300.000  |
| Sebastian Tounekti   | Hammarby        | Haugesund      | 1.200.000  |
| Matias Siltanen      | Djurgårdens     | KuPS Kuopio    | 1.200.000  |
| Simon Olsson         | Elfsborg        | Heerenveen     | 1.000.000  |
| Brice Wembangomo     | Häcken          | Bodø/Glimt     | 1.000.000  |
| Andronikos Kakoullis | AIK             | Omonia Nicosia | 1.000.000  |
| Emmanuel Ekong       | Malmö           | Empoli         | 1.000.000  |
| Silas Andersen       | Häcken          | Utrecht        | 1.000.000  |
| Rasmus Wikström      | Elfsborg        | Mjällby        | 880.000    |

| Datos actualizados a 4 de mayo de 2025. Fuentes: |

### Ventas más caros del mercado de invierno
| Jugador          | Club de destino | Club de origen | Precio (€) |
| ---------------- | --------------- | -------------- | ---------- |
| Bazoumana Touré  | Hoffenheim      | Hammarby       | 10.000.000 |
| Ahmed Qasem      | Nashville       | Elfsborg       | 4.000.000  |
| Yousef Salech    | Cardiff City    | Sirius         | 4.000.000  |
| Laurs Skjellerup | Sassuolo        | Göteborg       | 3.600.000  |
| Divine Teah      | Slavia Praga    | Hammarby       | 3.500.000  |
| Malcolm Jeng     | Reims           | Sirius         | 2.500.000  |
| Deniz Hümmet     | Gamba Osaka     | Djurgårdens    | 2.300.000  |
| Timothy Ouma     | Slavia Praga    | Elfsborg       | 2.000.000  |
| Michael Baidoo   | Plymouth Argyle | Elfsborg       | 1.750.000  |
| Romeo Amane      | Rapid Viena     | Häcken         | 1.300.000  |

| Datos actualizados a 14 de marzo de 2025. Fuentes: |